# Psychrophila sagittata
Psychrophila sagittata là một loài thực vật có hoa trong họ Mao lương. Loài này được (Cav.) Bercht. & J.Presl miêu tả khoa học đầu tiên năm 1823.

## Hình ảnh

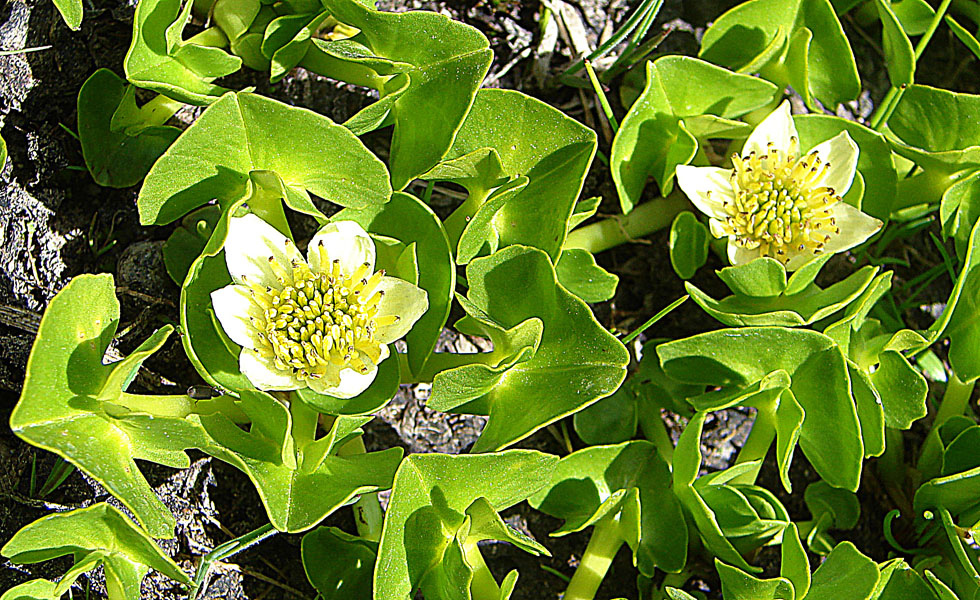